# 老师好我叫何同学
老师好我叫何同学（1999年4月—，简称何同学），本名何世杰，是中国大陆的网络视频制作者。何同学从2017年开始在bilibili等网站发布自制的科技视频，此后逐渐得到关注；2019年发布评测5G网络的视频后走红，获得bilibili2020年度最佳优秀奖作品UP主奖项，2021获得bilibili百大UP主奖项。

## 个人经历
何同学在山西省实验中学就读高三时，曾为班级制作一个纪念视频。由于视频在班内反响不错，何同学开始对视频制作产生兴趣，并希望在大学就读和影视相关的专业。但因其没有参加艺考，最后选择报考北京邮电大学，后被分配至电信工程及管理专业就读。高考结束后，他在bilibili注册了“老师好我叫何同学”账号，起初希望学习视频拍摄、剪辑，之后逐渐开始上传自己制作的科技产品评测视频。
2018年2月，何同学制作了一期体验“苹果全家桶”的视频，并在短期内获得了超过十万的播放数。自此之后，视频制作从何同学的课余爱好变为学习之外的另一个主业。2019年2月，何同学测评AirPods的视频获得了朱海舟、flypig等科技类KOL博主的转发认可，并为其在bilibili的数码区积累了一定人气。
2019年6月6日，何同学制作了一期在北邮校内测试5G网络的视频。当天正值中国工信部发放首批5G商用牌照，该视频迅速获得大众的关注，一夜间播放量超过500万，人民日报、央视新闻、新华社、共青团中央等官方媒体公众号予以报道，观察者网亦对其进行称赞。
此后，何同学迅速走红。他在一年间获得了参加央视《开讲啦》录制，以及和微软副总裁Panos Panay、小米集团CEO雷军对话的机会。2020年1月，在哔哩哔哩举办的“BILIBILI POWER UP 2019年度UP主颁奖”中，何同学被评为“bilibili 2019百大UP主”，其先前爆红的5G测评视频亦获得“2019年度最佳作品奖”。
2021年2月，何同学发布了一期采访苹果公司CEO蒂姆·库克的视频。
2021年7月，何同学完成本科学业。其早前成立了自己的工作室“杭州何同学文化传媒有限公司”（现杭州几盒数字文化创意有限公司），成为全职视频制作者。

## 争议
2019年，何同学凭借视频《5G到底有多快》爆红，但他的视频也常被批评形式大于内容。2022年发布的键盘相关视频因代码错误也引发争议。

### 未注明开源代码来源
2024年11月，何同学因其视频《我用36万行备忘录做了个动画》陷入盗用开放源代码的争议。15日的视频中，何同学称团队「专门写了一个软件」来优化动画生成效率，但程序员博主epcdiy指出，其所用代码系改自GitHub上采用MIT許可證的开源项目“ASCII-generator”，且删除了原作者的署名信息，引发质疑。
11月19日，何同学回应称，代码确实基于开源项目改动，“优化字符生成比例、图片裁切方式和传参方式”，未标注来源是文案和沟通失误所致，并更新视频，将表述改为“我们改了这个开源的软件”。虽然有一部分网友表示愿意相信何同学，但另一些网友则认为其行为涉嫌窃取成果、欺骗观众。11月20日，原作者回应称“订阅者是为了何同学的创意付费”而非“从互联网上盗用的东西”，更直言观众“值得更好的东西”。
对此，极目新闻评论员屈旌称，何同学文案中的表述掩盖了软件的开源来源，解释也显得避重就轻，这种偷梁换柱的行为削弱了网络分享与合作的精神，可能对知识产权认知和行业生态造成负面影响。《扬子晚报》的沈昭则指出，何同学的视频是商单内容，抹去代码作者信息的行为不仅损害了原作者的权益，也降低了其观众对原创价值的期待。

### 发表关于网约车评价的言论
2025年4月11日，何同学因在微博阐述其对网约车司机评价的新立场而引发争议。 他表示，除非服务特别出色，否则将直接拒绝司机的“好评”请求，并称此举是为锻炼“真诚和勇气”，克服“讨好倾向”。
此言论随即引来大量网络负面评价，批评其“傲慢”、“缺乏同理心”，忽视了司机对好评的依赖。 相关话题（如“#何同学被评傲慢而不自知#”）登上微博热搜，其B站账号亦因此流失上万粉丝。 事后，何同学删除了该微博，截至当月中旬媒体报道时未有公开回应。
包括《新京报》在内的媒体评论指出，何同学此举虽为消费者权利，但其公开表述的方式和理由可能被视为“精英视角”，对服务业从业者不够体谅。

## 代表作品
- 《【何同学】听～妙不可言 不被看好的AirPods为什么成功了？》 （页面存档备份，存于）
- 《【何同学】有多快？5G在日常使用中的真实体验》 （页面存档备份，存于） （页面存档备份，存于）[4][7]（bilibili 2019年度最佳作品）[8]
- 《【何同学】我拍了一张600万人的合影…》 （页面存档备份，存于） （页面存档备份，存于）[2]